# タフマースブ2世

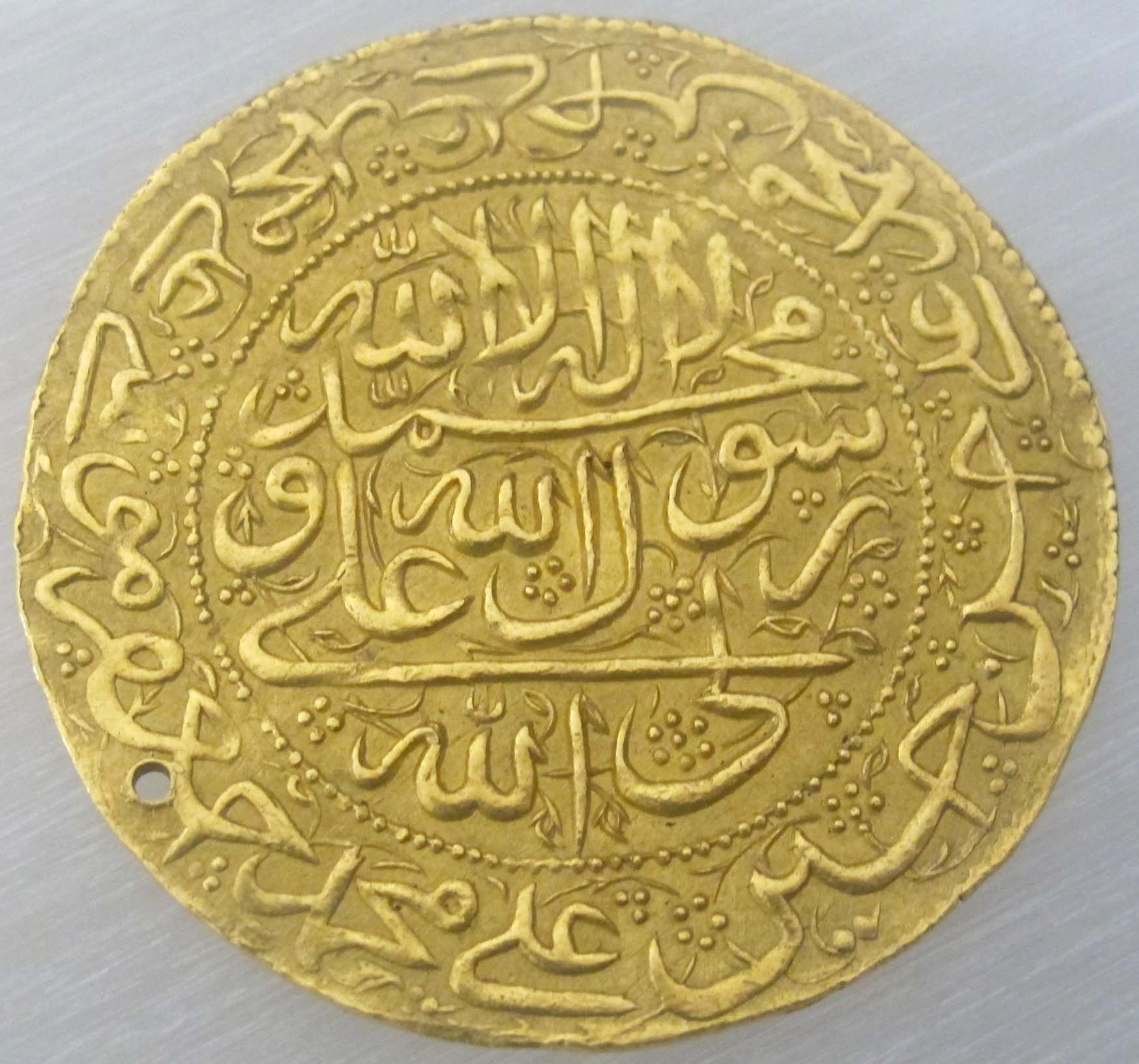
タフマースブ2世の名の下で鋳造された金貨

シャー・タフマースブ2世（طهماسب, Shah Ṭahmāsp II、1704年 - 1740年2月11日）は、イランのサファヴィー朝末期の君主の一人（在位：1722年11月 - 1732年）。

## 生涯
タフマースプはシャー・スルターン・フサイン・サファヴィーの3番目の息子である:124。17世紀後半からサファヴィー朝に服属していたカンダハール地方のギルザイ部族が1709年に反乱を起こして独立し（カンダハール王国）、サファヴィー朝領への数次にわたって進攻した上、1722年に首都のイスファハーンを包囲して陥落させた。ギルザイの族長ミール・マフムードはスルターン・フサインを退位させ、自らペルシアのシャーを名乗った。シャー位はその後の1725年にマフムードの従兄弟にあたるアシュラフにわたる。
タフマースプ王子は、イスファハーン攻囲戦のさなかに太子に指名され、カズヴィーンに避難した:124。イスファハーンが陥落すると、その直後からイラン全土にはサファヴィー朝の後継を自認する勢力が林立した。当時18歳の若者であったタフマースプもカズヴィーンで、バフティヤーリーをはじめ、テュルク系のカージャール族やアゼリー（アゼルバイジャン人）、グルジー（グルジア人）の支持を受けて自らのシャー位を宣言した（シャー・タフマースブ2世）。その後、タフマースプは、イラン高原の北東辺、マシュハド北方のアフシャール族の族長であったナーディル・クリー・ベグ（のちのナーディル・シャー）の軍事的後ろ盾を得る。ナーディルは「タフマースプ・クリー・ハーン」（タフマースプのしもべ）と名乗り、タフマースプの権威を借りて政治的、軍事的勢力を伸張させた。
ナーディル率いるタフマースプ軍は、1729年5月にヘラートのアブダーリー族（ギルザイ族とは対抗する関係にあったアフガーン人の部族）をやぶり、さらに同年9月、ダームガーン近くのメフマーンドゥーストの原でアシュラフ率いるギルザイ族軍と戦い、勝利を収めた。タフマースプは1729年の11月ごろ、7年ぶりにイスファハーンに入城した:125。
タフマースプは引き続いて、オスマン帝国に奪われたアーザルバーイジャーン地方へ遠征した（1731年のタフマースプ2世の遠征）:319-324。これに失敗したタフマースプはナーディルにより退位させられた:319-324。ナーディルは、シャー位を生後8ヶ月のタフマースプの息子（アッバース3世）に継がせ、自らは摂政（ヴァキールッダウラ）として権力を掌握した。
その後のタフマースプと息子アッバースはホラーサーン地方で生かされていたが、1740年にインドでナーディル・シャー死亡の噂が広まり、親サファヴィー家を旗印にした反乱の機運が生じたため、ナーディルの息子であるレザークリー・ミールザーが差し向けたカージャール族の男により殺害された。